# Andalusitgrat
Andalusitgrat är en bergstopp i Antarktis. Den ligger i Östantarktis. Nya Zeeland gör anspråk på området. Toppen på Andalusitgrat är 2 066 meter över havet, eller 266 meter över den omgivande terrängen. Bredden vid basen är 3,4 km.
Terrängen runt Andalusitgrat är varierad. Trakten är obefolkad. Det finns inga samhällen i närheten.